# Budova Všeobecného penzijního ústavu
Budova Všeobecného penzijního ústavu se nachází v Praze na Rašínově nábřeží. Čtyřpatrová modernistická budova z počátku 20. století vznikla podle návrhu architektů Jana Kotěry a Josefa Zasche. V současné době zde sídlí Úřad pro zastupování státu ve věcech majetkových. Objekt zabírá jihozápadní část bloku domů ohraničeného ulicemi Rašínovo nábřeží a Plavecká.

## Historie
V roce 1910 získal Všeobecný penzijní ústav k dispozici pozemek na Novém městě po původně zbourané osadě Podskalí. Konstrukci objektu podle vítězného návrhu realizoval Josef Zasche, fasádu potom český architekt Jan Kotěra. Budova patří mezi významné Kotěrovy objekty z druhé dekády 20. století. Fasáda, která byla rozčleněna do tří celků s nápadným průčelím, má řadu kubistických prvků. Dokončena byla v roce 1914.
Od roku 1958 je stavba památkově chráněna.